# Salemská jaderná elektrárna
Salemská jaderná elektrárna (anglicky Salem nuclear power plant) je provozní jaderná elektrárna ve Spojených státech. Nachází se ve státě New Jersey nedaleko Alloway Creek v těsném sousedství s jadernou elektrárnou Hope Creek. Bloky v elektrárně mají celkový hrubý výkon 2454 MW. Elektrárnu vlastní PSEG Power a provozuje PSEG Nuclear. Elektrárnu vybudovala společnost Westinghouse.

## Historie a technické informace

### Výstavba
Elektrárna a její bloky začaly být budovány 25. září 1968. Jedná se o čtyřsmyčkové, vodou chlazené a vodou moderované tlakovodní reaktory Westinghouse M412 s výškou jádra 12 stop. První z bloků má hrubý výkon 1254 MW a čistý výkon 1169 MW, který je odesílán do sítě. Druhý blok disponuje hrubým výkonem 1200 MW a čistý výkon činí 1158 MW, jež je odesílán do sítě. Rozdíl mezi hrubým a čistým výkonem je vlastní spotřeba elektrárny.

### Uvedení do provozu
První blok byl po osmi letech výstavby poprvé přifázován k rozvodné síti dne 25. prosince 1976 a do komerčního provozu přešel po sérii testů a zkoušek dne 30. června 1977. Druhý blok se připojení do sítě dočkal dne 3. června 1981 a komerční provoz následoval dne 13. října 1981. První blok má od NRC udělenou provozní licenci do 13. srpna 2036 a druhý do 18. dubna 2040.

### Okolní obyvatelstvo
NRC definuje dvě zóny havarijního plánování kolem jaderných elektráren. První o poloměru 16 kilometrů, která se týká především vystavení radioaktivní kontaminace vzduchu a poté druhou o poloměru 80 kilometrů, jež se zabývá kontaminací potravin a vody.

## Informace o reaktorech
| Reaktor | Typ reaktoru      | Výkon   | Výkon   | Zahájení výstavby | Připojení k síti | Uvedení do provozu | Uzavření |
| Reaktor | Typ reaktoru      | Čistý   | Hrubý   | Zahájení výstavby | Připojení k síti | Uvedení do provozu | Uzavření |
| ------- | ----------------- | ------- | ------- | ----------------- | ---------------- | ------------------ | -------- |
| Salem-1 | Westinghouse M412 | 1169 MW | 1254 MW | 25. 9. 1968       | 25. 12. 1976     | 30. 6. 1977        |          |
| Salem-2 | Westinghouse M412 | 1158 MW | 1200 MW | 25. 9. 1968       | 3. 6. 1981       | 13. 10. 1981       |          |